# Ославани
Ославани (на чешки: Oslavany, произношение: ˈoslavanɪ) е град окръг Бърно-район в Южноморавския край на Чехия. Разположен е на 25 km югорозападно от Бърно и на 3 km северозападно от Иванчице. През 2014 г. наброява около 4600 жители.